# Смолинская волость (Верейский уезд)
Смолинская волость — волость в составе Верейского и Можайского уездов Московской губернии. Существовала до 1929 года. Центром волости было село Смолинская, а затем село Симбухово.

## История
В ходе реформы административно-территориального деления СССР в 1929 году Смолинская волость была упразднена.

## Состав

### Населенные пункты
На 1905 год
- Акишево
- Алексино
- Асаково
- Бабыкино (теперь Бавыкино)
- Варварино
- Василисино
- Васильчиково
- Гуляева Гора (ныне Гуляй-Гора)
- Женаткино
- Клин
- Колодкино
- Купелицы
- Кураново
- Мшихино
- Назарьево
- Никольская
- Родиончиково
- Самород
- Семидворье
- Симбухово
- Слепушкино (Слепушки)
- Слобода Роща
- Смолинское (Смолинская) — волостной центр
- Субботино
- Туманово
- Тютчево
- Чеблоково
- Шубинка
- Шубино

### Сельсоветы
По данным 1918 года в Смолинской волости было 32 сельсовета: Акишеевский, Алексинский, Блозневский, Варваринский, Василисинский, Васильчаковский, Госшенковский, Грибановский, Гуляево-Горский, Кенаткинский, Клинский, Колодкинский, Купелицынский, Курановский, Митенинский, Мшилинский, Назарьевский, Никольский, Орешковский, Порядинский, Самгородский, Семидворский, Слепушкинский, Слободско-Рощинский, Смолинский, Ступинский, Субботинский, Сшибуховский, Тумановский, Тютчевский, Чеблоковский, Шубинский.
В 1919 году Госшенковский, Грибановский, Гуляево-Горский, Курановский, Мшилинский и Тумановский с/с были упразднены.
27 февраля 1922 года Верейский уезд был упразднён. Смолинская волость вошла в состав Можайского уезда.
По данным 1923 года в Смолинской волости было 9 сельсоветов: Блозневский, Клинский, Колодкинский, Купелицкий, Назарьевский, Порядинский, Симбуховский, Слепушкинский, Смолинский.
В 1924 году был упразднён Купелицкий с/с.
В 1926 году были созданы Купелицкий и Субботинский с/с.
В 1927 году из части Блозневского с/с был образован Орешковский с/с, из Клинского — Василисинский, из Колодкинского — Амшихинский, из Купелицкого — Митенский и Самородский, из Назарьевского — Женаткинский, из Слепушкинского — Васильчиковский, из Симбуховского — Алексинский, из Субботинского — Шубинский.